# Chris Bristow
Chris Bristow, britanski dirkač Formule 1, * 2. december 1937, Lambeth, London, Anglija, Združeno kraljestvo, † 19. junij 1960, Spa, Belgija.

## Življenjepis
Debitiral je v sezoni 1959, ko je nastopil le na domači dirki za Veliko nagrado Velike Britanije, kjer je bil deseti. V naslednji sezoni 1960 je zabeležil dva odstopa, na dirki za Veliko nagrado Belgije na dirkališču Spa-Francorchamps pa se je smrtno ponesrečil.

## Popolni rezultati Formule 1
(legenda) (odebeljene dirke pomenijo najboljši štartni položaj, poševne pa najhitrejši krog, †-uvrščen kljub odstopu)
| Leto | Moštvo                     | Šasija          | Motor               | 1   | 2       | 3   | 4       | 5       | 6   | 7   | 8   | 9   | 10  | Prv | Toč |
| ---- | -------------------------- | --------------- | ------------------- | --- | ------- | --- | ------- | ------- | --- | --- | --- | --- | --- | --- | --- |
| 1959 | British Racing Partnership | Cooper T51 (F2) | Borgward Straight-4 | MON | 500     | NIZ | FRA     | VB 10   | NEM | POR | ITA | ZDA |     | -   | 0   |
| 1960 | Yeoman Credit Racing Team  | Cooper T51      | Climax Straight-4   | ARG | MON Ret | 500 | NIZ Ret | BEL Ret | FRA | VB  | POR | ITA | ZDA | -   | 0   |